# Potamophylax millenii
Potamophylax millenii är en nattsländeart som först beskrevs av Klapalek 1899.  Potamophylax millenii ingår i släktet Potamophylax och familjen husmasknattsländor. Inga underarter finns listade i Catalogue of Life.